# بوب مكنمارا (لاعب هوكي الجليد)
بوب مكنمارا هو لاعب هوكي الجليد كندي، ولد في 6 أغسطس 1961 في تورونتو في كندا.

## وصلات خارجية
- بوب مكنمارا على موقع EliteProspects.com (الإنجليزية)
- بوب مكنمارا على موقع HockeyDB.com (الإنجليزية)